# Mar de Mawson

Mar de Mawson como parte del océano Antártico.

El mar de Mawson (del inglés: Mawson Sea) es un mar litoral parte del mar Glacial Antártico localizado a lo largo de la Tierra de la Reina Mary, en la costa de la Antártida Oriental, entre la barrera de hielo Shackleton, en el oeste (96° E), y la bahía de Vincennes (109° E), en el este. Al oeste de la misma, en el lado occidental de la barrera de hielo de Shackleton, está el mar de Davis. Al este se encuentra la isla Bowman y la bahía de Vincennes.
Dos importantes glaciares desembocan en el mar de Mawson: el glaciar de Scott y el glaciar Denman. La separación de icebergs del glaciar Denman en el mar de Mawson da lugar a que aparezca periódicamente la isla de hielo Pobeda (una isla localizada a 160 km de la costa y de dimensiones variables, de hasta 70 km de largo y 36 km de ancho, con un área de 1500 km²).

## Historia
La costa de la Tierra de la Reina Mary o costa de la Reina Mary fue descubierta y explorada en febrero de 1912 por los miembros de la Base Principal de la Expedición Antártica Australiana (1911-14), encabezada por Douglas Mawson, que la nombró en honor de la Reina Mary, consorte del rey George V del Reino Unido.
El área es reclamada por Australia (Queen Mary Land) como parte del Territorio Antártico Australiano, pero está sujeta a las restricciones establecidas por el Tratado Antártico.
En el borrador del proyecto de la 4° edición de Limits of Oceans and Seas de la Organización Hidrográfica Internacional, comunicado mediante la circular CL55 del 7 de noviembre de 2001, se propusieron límites para el mar de Mawson. El proyecto final fue comunicado el 9 de agosto de 2002, pero fue retirado para nueva revisión el 19 de septiembre de 2002 sin que a septiembre de 2012 se publicara.

10.2 Kong Håkon VII Sea
 Originally proposed by Russia, this has now been supported by Australia. Due to reported changes in the West and Shackleton Ice Shelves, the coordinates of Cape Vize, affecting the western limits, are those shown as 64°56'S – 95°35'E. This change also affects coordinates used in 10.6 and 10.6.1.
Comentarios del proyecto de la 4° edición de Limits of Oceans and Seas 